# Dendropanax palustris
Dendropanax palustris är en araliaväxtart som först beskrevs av Adolpho Ducke, men fick sitt nu gällande namn av Hermann Harms. Dendropanax palustris ingår i släktet Dendropanax och förekommer i Peru och norra Brasilien. Inga underarter finns listade.